# Таврические епархиальные ведомости
Таври́ческие епархиа́льные ве́домости — газета Таврической епархии, выходившая в Симферополе с 1869 по 1917 год.

## История
Первый номер Таврических епархиальных ведомостей вышел 1 сентября 1869 года. С 1897 года издание носило преимущественно миссионерский характер.

## Содержание
Таврические епархиальные ведомости состояли из двух частей: официальной и неофициальной. С 1906 года неофициальная часть выходила в расширенном составе под названием «Таврический церковно-общественный вестник», но под единой обложкой с официальной частью.
Официальная часть публиковала правительственные постановления, распоряжения Святейшего синода, руководства епархии.
Неофициальная часть публиковала заметки и материалы о текущей жизни православного духовенства Крыма и южной части Украины, историко-статистические описания местных епархий, церковной истории и др. Размещались труды по этнографии, археологии, а также статьи на актуальные темы тогдашней духовной, культурно-образовательной и общественной жизни, богословские труды, воспоминания, заметки эпистолярного жанра, некрологи и др. Публиковались материалы по истории отдельных монастырей, храмов, церковных святынь, икон и т. п., а также статьи по истории Крыма периода античности и средневековья, периоду присоединения полуострова к Российской империи, Крымской войны 1853—1856 годов и др.
Значительная часть издания была посвящена истории христианства в Крыму. Размещались статьи и материалы, посвящённые отдельным местностям и городам, в том числе Бахчисарая (№ 17 1899 года), Судака (№ 6—12 1907 года).
В качестве приложений к Таврическим епархиальным ведомостям публиковались протоколы съездов местного духовенства.

## Авторы, сотрудничавшие с изданием
В газете публиковались различные церковные деятели, учёные, публицисты и писатели, в частности П. Викторовский, О. Иванов, Ф. Лашков, А. Маркевич, В. Михайловский, А. Накропин, О. Некропос, В. Томкевич, Н. Феофилов, Н. Шведов.

## Периодичность издания
- 1869—1893 — дважды в месяц;
- 1894—1900 — четыре раза в месяц;
- 1901—1905 — дважды в месяц;
- 1906—1916 — трижды в месяц[1].